# Karel Kraft
Karel Kraft (Příbram, 1926. február 24. – 2015. január 11.) cseh tanár, eszperantista, műfordító. A cseh-eszperantó szótárak szerzője, Přemysl Pitter munkásságának a népszerűsítője

## Életútja
1926. február 24-én született Příbramban. Reálgimnáziumi tanulmányai szülővárosában végezte, amit félbeszakított a második világháború. 1945 elején tanulás helyett kötelezőmunkára osztották be. 1945 májusában, 19 évesen, titokban átvitt egy német dezertőrt bajorországi otthonába. A kalandvágyból onnan a megszállási övezeteken keresztül jutott el Franciaországba, ahol hamarosan bebörtönözték csavargás miatt, és a koncentrációs táborok egykori foglyaival együtt visszaküldték Csehszlovákiába.
A háború után tanári diplomát szerzett és 1950-től tanárként kezdett dolgozni a Příbrami járás több vidéki iskolájában. A szocialista hatalommal több alkalommal szembe került a nonkonformista politikai és pedagógiai nézetei, a cserkészet népszerűsítése és az emberi jogok helyzete miatt. 1969 és 1989 között nem dolgozhatott az oktatásban. Uránbányában és más fizikai munkát kellett végeznie. Pedagógiai tevékenységéhez csak 1989 után térhetett vissza. Nyugdíjba vonulása után is évekig segített matematikát, angolt és számítástechnikát tanítani a helyi iskolában.
2015. január 11-én hunyt el.

## Eszperantó munkássága
Autodidakta megtanult angolul és franciául, valamint oroszul egy szökésben lévő orosz fogoly mellett, akit családja otthon rejtett el. 1949-től tevékenykedett az eszperantó mozgalomban, klubokat alapított Dobříšban (1957) és Příbramban (1961), és megszervezte a nyári eszperantó tábort Županovicében (1958). Tapasztalt pedagógusként hosszú ideig tagja volt a Csehszlovák Eszperantó Szövetség vizsgabizottságának. Rendszeresen közreműködött japán folyóiratokban, a lengyel rádió eszperantó adásában, és számos ország eszperantistáival ápolt aktív kapcsolatot.
Legjelentősebb műve az eszperantó-cseh szótár (1995) Miroslav Maloveccel közösen és a cseh-eszperantó szótár (1998) önállóan. Lefordította eszperantóról cseh nyelvre a Vulbulizmus tanításának alapjai (Koreai Buddhizmus formái) és a Tárgyalás a japánokkal című kiadványokat.
Monográfiát is írt Heroo de amo (A szeretet hőse) címmel Přemysl Pitterről (1895–1976), aki többek között cseh, zsidó és német származású árva gyerekeket nevelt fel a második világháború után, amiért 1964-ben megkapta a Világ Igaza címet.

## Művei
- Slovník esperantsko-český – vortaro esperanta-ĉeĥa (1995, társszerző Miroslav Malovec)
- Slovník česko-esperantský – vortaro ĉeĥa-esperanta (1998)
- Heroo de amo (2005, A szeretet hőse, Přemysl Pitter életrajza)

Műfordítások
- Jak úspěšně vyjednávat s Japonci (1996)
- Základní učení vonbulizmu (2006)